# Ana Paula Souza Gomes
Ana Paula Souza Gomes () es una botánica, taxónoma, fitogeógrafa, y profesora brasileña.
En 1994, obtiene la licenciatura en Ciencias Biológicas por la Facultad Frassinetti de Recife (1994), maestría en Botánica de la Universidad Federal Rural de Pernambuco (1999) y doctorado en Botánica de la Universidad Federal Rural de Pernambuco (2006). Actualmente es profesora de Integración de Sertão. Tiene experiencia en botánica, con énfasis en los siguientes temas: flora, taxonomía, PARNA Catimbau, semiárido, y florística.

## Carrera
En 1999, obtuvo la maestría en Botánica (CAPES Concepto 4). Universidad Federal Rural de Pernambuco, UFRPE, Brasil, con la tesis "florística y fitosociología de arbustos semideciduo en el municipio de Buíque - Pernambuco", bajo la dirección de María Jesús Nogueira Rodal. Y fue becaria de la Coordinación de Perfeccionamiento de Personal de Nivel Superior. En 2006, el doctorado en Botánica (CAPES Concepto 4) por la Universidad Federal Rural de Pernambuco, UFRPE, Brasil; defendiendo la tesis: "Revisión de las especies de América del Sur de Croton subgénero Croton secta Argyroglossum Baill. (Crotonoideae-Euphorbiaceae)" con la dirección de Margareth Ferreira de Sales.
Desde 2008 y continua, cumple funciones docentes en la Facultad de Integração do Sertão, FIS, Brasil; y desde 2013 y continua, profesora de la Facultad de Formação de Professores de Serra Talhada, FAFOPST, Brasil.
Es autora en la identificación y nombramiento de nuevas especies para la ciencia, a abril de 2016, posee dos registros de especies nuevas para la ciencia, especialmente de la familia Euphorbiaceae, y con énfasis del género Croton (véase más abajo el vínculo a IPNI).

## Algunas publicaciones
- juliana Santos Silva, margareth ferreira de Sales, ana paula de Souza Gomes, daniela Santos Carneiro-Torres. 2010. Sinopse das espécies de Croton L. (Euphorbiaceae) no estado de Pernambuco, Brasil. Acta Bot. Bras. [citado 6 de abr 2016] 24 (2): 441 - 453. http://dx.doi.org/10.1590/S0102-33062010000200015.

- ana paula de Souza Gomes, margareth ferreira de Sales, a.l. Melo. 2010. Novidades taxonômicas em Croton sect. Argyroglossum Baill. e C. sect. Lasiogyne Klotzsch (Crotonoideae-Euphorbiaceae). Acta Botanica Brasílica (impreso) 24: 905 - 908.

- --------------------------------, -----------------------------------, paul e. Berry. 2010. Croton limae (Euphorbiaceae), a new species of section Argyroglossum from northeastern Brazil. Brittonia (Bronx, N.Y.) 62: 206 - 209 resumen.

- --------------------------------, m.j.n. Rodal, a.l. Melo. 2006. Florística e fitogeografia da vegetação arbustiva subcaducifólia da Chapada de São José, Buíque, PE, Brasil. Acta Botanica Brasilica, São Paulo 20 (1): 1 - 12.

- k.v.a. Andrade, m.j.n. Rodal, m.f.a. Lucena, ana paula de Souza Gomes. 2004. COMPOSIÇÃO FLORÍSTICA DE UM TRECHO DO PARQUE NACIONAL DO CATIMBAU, BUÍQUE, PERNAMBUCO - BRASIL. Hoehnea (São Paulo) 31: 275 - 281.

- Barros, I. C. L. ; Pietrobom, M. R. , ana paula de Souza Gomes, a.l. Melo, a. Travassos Júnior. 2002. Pteridófitas de um fragmento de mata seca no município de Nazaré da Mata, Pernambuco, Brazil. Boletim da Sociedade Broteriana 71: 177 - 185.

- m.j.n. Rodal, k.v.a. Andrade, m.f. Sales, ana paula de Souza Gomes. 1999. Fitossociologia do componente lenhoso de um refúgio vegetacional no município de Buíque, Pernambuco. Revista Brasileira de Biologia (impreso) ISSN 1519-6984 Brazilian Journal of Biology (impresso) São Paulo 58 (3): 517 - 526.

### En Actas de congresos
2011. Resumos do 62 Congresso Nacional de Botânica. Fortaleza. EAC1
- l.r. Lima, a.l. Melo, ana paula de Souza Gomes, m.j.n. Rodal. 2011. Levantamento florístico em um trecho de caatinga próximo ao rio Pajeú, semiárido pernambucano.

- r.s. Cordeiro, a.l. Melo, ana paula Souza Gomes, m.j.n. Rodal, g.m.s. Souza. Caracterização fisionômico-estrutural de um trecho de caatinga arbórea em Serra Talhada, Pernambuco.

- r.s. Cordeiro, a.l. Melo, ana paula Souza Gomes, m.j.n. Rodal, g.m.s. Souza. Florística do componente lenhoso de um trecho de vegetação de caatinga sobre a serra Talhada, Serra Talhada, Pernambuco.

2009. 60 Congresso Nacional de Botânica, Feira de Satana. UEFS.
- s.m.a. Souza, ana paula Souza Gomes, a.l. Melo, m.f. Sales. Sistemática e distribuição geográfica da tribo Hippomaneae A.Juss. ex Bartl. (Euphorbiaceae Juss. Euphorbioideae) na região Nordeste do Brasil.

- s.m.a. Souza, ana paula Souza Gomes, a.l. Melo, m.f. Sales. Morfologia de frutos e sementes da tribo Hippomaneae A.Juss. ex Bartl. (Euphorbiaceae Juss. Euphorbiaceae).

- a.l. Melo, ana paula Souza Gomes, juliana Santos Silva, m.f. Sales. Euphorbiaceae A.Juss. s.s. nativas do Vale do rio Tapacurá.

- r.s. Cordeiro, a.l. Melo, ana paula Souza Gomes, juliana Santos Silva, m.f. Sales. Euphorbiaceae A.Juss. nativas da Microrregião do Vale do Pajeú, Sertão de Pernambuco.

- r.s. Cordeiro, ana paula Souza Gomes, juliana Santos Silva, a.l. Melo, m.f. Sales. Catálogo ilustrado do Parque Nacional Vale do Catimbau, Pernambuco, Brasil - Euphorbiaceae A.Juss s.s..

2008. Anais do 59 Congresso Nacional de Botânica. Natal. Universitária.
- a.k. Barros, a.l. Melo, ana paula Souza Gomes, l.m.a.b. Leite. Cactaceae no município de Serra Talhada, Pernambuco, Brasil.

### Libros
- ana paula Souza Gomes. 2006. Revisão das especies sulamericanas de Croton L. subgen. Croton sect. Argyroglossum (CrotonoideaeEuphorbiaceae). Tesis de doctorado. Universidade Federal Rural de Pernambuco. 124 p.

## Honores

### Revisora de periódicos
- La abreviatura «A.P.S.Gomes» se emplea para indicar a Ana Paula Souza Gomes como autoridad en la descripción y clasificación científica de los vegetales.[5]